# Kahoku (Yamagata)
Kahoku (河北町?) è una cittadina giapponese della prefettura di Yamagata.